# Gran Premio de Fourmies 2022
La 89.ª edición de la clásica ciclista Gran Premio de Fourmies fue una carrera en Francia que se celebró el 11 de septiembre de 2022 sobre un recorrido de 197,6 kilómetros con inicio y final en la ciudad de Fourmies.
La carrera formó parte del UCI ProSeries 2022, dentro de la categoría 1.Pro. El vencedor fue el australiano Caleb Ewan del Lotto Soudal seguido del neerlandés Dylan Groenewegen del BikeExchange-Jayco y el belga Amaury Capiot del Arkéa Samsic.

## Equipos participantes
Tomaron parte en la carrera 23 equipos: 11 de categoría UCI WorldTeam, 7 de categoría UCI ProTeam y 5 de categoría Continental. Formaron así un pelotón de 161 ciclistas de los que acabaron 155. Los equipos participantes fueron:
| WorldTeams (11)- Cofidis - UAE Team Emirates - Intermarché-Wanty-Gobert Matériaux - Quick-Step Alpha Vinyl - Groupama-FDJ - Lotto-Soudal - AG2R Citroën Team - Trek-Segafredo - BikeExchange-Jayco - Israel-Premier Tech - EF Education-EasyPost ProTeams (7)- Alpecin-Deceuninck - Arkéa-Samsic - TotalEnergies - Uno-X Pro Cycling Team - Bingoal Pauwels Sauces WB - B&B Hotels-KTM - Sport Vlaanderen-Baloise Equipos continentales (5)- Go Sport-Roubaix Lille Métropole - Saint Michel-Auber 93 - UC Nantes Atlantique - Team Corratec - Nice Métropole Côte d'Azur |
| |

## Clasificación final
- La clasificación finalizó de la siguiente forma:[4]

| \| Clasificación general \| Clasificación general \| Clasificación general \| Clasificación general \| Clasificación general \| \| Ciclista \| Ciclista \| Equipo \| Tiempo \| \| \| --------------------- \| --------------------- \| ---------------------- \| --------------------- \| --------------------- \| \| 1.º \| Caleb Ewan \| Lotto-Soudal \| 4 h 27 min 07 s \| \| \| 2.º \| Dylan Groenewegen \| BikeExchange-Jayco \| + 0 s \| \| \| 3.º \| Amaury Capiot \| Arkéa-Samsic \| + 0 s \| \| \| 4.º \| Stefano Oldani \| Alpecin-Deceuninck \| + 0 s \| \| \| 5.º \| Jason Tesson \| Saint Michel-Auber 93 \| + 0 s \| \| \| 6.º \| Yves Lampaert \| Quick-Step Alpha Vinyl \| + 0 s \| \| \| 7.º \| Julien Simon \| TotalEnergies \| + 0 s \| \| \| 8.º \| Marc Sarreau \| AG2R Citroën Team \| + 0 s \| \| \| 9.º \| Emīls Liepiņš \| Trek-Segafredo \| + 0 s \| \| \| 10.º \| Luca Mozzato \| B&B Hotels-KTM \| + 0 s \| \| |                   |                        |                 |
| |                   |                        |                 |
| Fuente: ProCyclingStats |                   |                        |                 |
| Clasificación general |                   |                        |                 |
| Ciclista | Ciclista          | Equipo                 | Tiempo          |
| 1.º | Caleb Ewan        | Lotto-Soudal           | 4 h 27 min 07 s |
| 2.º | Dylan Groenewegen | BikeExchange-Jayco     | + 0 s           |
| 3.º | Amaury Capiot     | Arkéa-Samsic           | + 0 s           |
| 4.º | Stefano Oldani    | Alpecin-Deceuninck     | + 0 s           |
| 5.º | Jason Tesson      | Saint Michel-Auber 93  | + 0 s           |
| 6.º | Yves Lampaert     | Quick-Step Alpha Vinyl | + 0 s           |
| 7.º | Julien Simon      | TotalEnergies          | + 0 s           |
| 8.º | Marc Sarreau      | AG2R Citroën Team      | + 0 s           |
| 9.º | Emīls Liepiņš     | Trek-Segafredo         | + 0 s           |
| 10.º | Luca Mozzato      | B&B Hotels-KTM         | + 0 s           |

## UCI World Ranking
El Gran Premio de Fourmies otorgó puntos para el UCI World Ranking para corredores de los equipos en las categorías UCI WorldTeam, UCI ProTeam y Continental. Las siguientes tablas muestran el baremo de puntuación y los 10 corredores que obtuvieron más puntos:
| Posición              | 1.º | 2.º | 3.º | 4.º | 5.º | 6.º | 7.º | 8.º | 9.º | 10.º | 11.º | 12.º | 13.º | 14.º | 15.º | 16.º-30.º | 31.º-40.º |
| Clasificación general | 200 | 150 | 125 | 100 | 85  | 70  | 60  | 50  | 40  | 35   | 30   | 25   | 20   | 15   | 10   | 5         | 3         |

| Clasificación |                   |                        |         |
| Posición      | Ciclista          | Equipo                 | General |
| ------------- | ----------------- | ---------------------- | ------- |
| 1.º           | Caleb Ewan        | Lotto Soudal           | 200     |
| 2.º           | Dylan Groenewegen | BikeExchange-Jayco     | 150     |
| 3.º           | Amaury Capiot     | Arkéa Samsic           | 125     |
| 4.º           | Stefano Oldani    | Alpecin-Deceuninck     | 100     |
| 5.º           | Jason Tesson      | Saint Michel-Auber93   | 85      |
| 6.º           | Yves Lampaert     | Quick-Step Alpha Vinyl | 70      |
| 7.º           | Julien Simon      | TotalEnergies          | 60      |
| 8.º           | Marc Sarreau      | AG2R Citroën           | 50      |
| 9.º           | Emīls Liepiņš     | Trek-Segafredo         | 40      |
| 10.º          | Luca Mozzato      | B&B Hotels-KTM         | 35      |